# Тезе-Сен-Мартен
Тезе́-Сен-Марте́н (фр. Thézey-Saint-Martin) — коммуна во французском департаменте Мёрт и Мозель, региона Лотарингия. Относится к  кантону Номени.

## География
Расположен в 25 км на к северу от Нанси. Соседние коммуны: Вюльмон на севере, Фовиль на северо-востоке, Аленкур-ла-Кот на востоке, Кренкур на юго-востоке, Ольнуа-сюр-Сей и Летрикур на юге, Флен на северо-западе.
Тезе-Сен-Мартен был пограничным с Германией поселением в 1871—1914 годы.

## Демография
Население коммуны на 2010 год составляло 201 человек.
| 1962 | 1968 | 1975 | 1982 | 1990 | 1999 | 2010 |
| ---- | ---- | ---- | ---- | ---- | ---- | ---- |
| 163  | 165  | 158  | 168  | 189  | 188  | 201  |